# UB-118号潜艇
陛下之UB-118号艇是德意志帝国海军于第一次世界大战期间建造的其中一艘UB-III型近岸潜艇或称U艇。它由不来梅的威悉船厂承建，于1917年12月13日新船下水，至1918年1月22日交付使用。其全长55.85米，水面及水下排水量分别为512吨和643吨，艇载武器则包括五具500毫米鱼雷发射管以及一门105毫米口径甲板炮。UB-118号入役后曾被部署至驻埃姆登的第三区舰队，并参与了大西洋潜艇战。在五次巡逻期间，该艇合共击沉5艘协约国或中立国商船，容积总吨累计为19902吨。战后，根据对德停战协定的要求，UB-118号于1918年11月20日被引渡至英国哈维奇正式向协约国投降，至1920年由肯尼特号驱逐舰击沉。

## 设计
UB-118号是不来梅威悉船厂承建的UB-III型第三批次（UB-118至UB-132号）的首艇，由德意志帝国海军潜艇监察局于1917年2月8日订购、4月23日动工，至同年12月13日下水。其全长55.85米，舷宽5.80米。艇体采用双壳体结构，水面及水下排水量分别为512吨和643吨，浮起时的吃水深度为3.72米。由于无需像UC-II型艇那样提供水雷布设装置，设计工程师对潜艇舷弧进行了优化，增大了司令塔体积，配备两具潜望镜，司令塔与控制室之间增加一道水密舱壁。这些改进显著提高了潜艇的水下机动性和生存力。为了达到更高的航速，UB-118号采用两台戴姆勒六缸四冲程525匹公制馬力（386千瓦特）柴油机用于水面运行，以及两台394匹公制馬力（290千瓦特）的西门子-舒克特电动发电机用于水下航行；水面最高航速13.9節（25.7每小時），水下7.6節（14.1每小時）；能够在水面以6節（11每小時）航速续航7,280海里（13,480），或以4節（7.4每小時）连续在水下航行50海里（93）而无需充电。
UB-118号的主武器为五具500毫米艇艏鱼雷发射管，其中艇艏四具采用层叠式布局分居两侧、艇艉一具，并可搭载合共10枚G6型鱼雷。辅助武器则是一门88毫米30倍径速射炮。其标准船员编制为3名军官加31名水兵。

## 服役历史
1918年1月22日，UB-118号在首度担任艇长的海军上尉赫尔曼·阿图尔·克劳斯的指挥下正式入役，随即展开海试。完成海试后，该艇于3月26日被编入驻埃姆登的第三区舰队，并参与了大西洋潜艇战，足迹遍及爱尔兰海、圣乔治海峡以及哈特尔浦和奥克尼群岛周边水域。在五次巡逻期间，该艇合共击沉5艘协约国或中立国商船，容积总吨累计为19902吨。其中，容积最大的受害者是6833总吨的英国客轮美莎巴号；它是从利物浦跟随OL32及OE21号联合护航船队驶往费城的途中，于1918年9月1日在距图斯卡岩东北约21海里（39）处遭击沉，并造成20人罹难。
战后，根据对德停战协定的要求，UB-118号于1918年11月20日被引渡至英国哈维奇正式向协约国投降。落入英国人手中后，它本应供英国皇家海军在法尔茅斯湾进行一系列爆炸试验，然而在转运期间，即1920年11月21日由拖船伍恩达号（Woonda）从德文波特拖至法尔茅斯途中，潜艇的前舱阀门失灵，导致海水涌入舱内。由于局面已无法挽回，且对航运安全构成威胁，护航的驱逐舰肯尼特号遂以火炮将UB-118号击沉。其沉没地点大致位于多德曼角附近（50°12′N 4°36′W / 50.200°N 4.600°W）。

## 袭击历史摘要
| 日期          | 船名          | 船籍   | 吨位 | 结局 |
| ------------- | ------------- | ------ | ---- | ---- |
| 1918年5月16日 | 伊图里·拜德号 | 西班牙 | 582  | 击沉 |
| 1918年7月7日  | 卡尔号        | 丹麦   | 2486 | 击沉 |
| 1918年8月27日 | 安特·卡萨尔号 | 英国   | 3544 | 击沉 |
| 1918年9月1日  | 格拉斯哥城号  | 英国   | 6457 | 击沉 |
| 1918年9月1日  | 美莎巴号      | 英国   | 6833 | 击沉 |

## 脚注
1. ↑  Rössler，第55頁.
2. ↑  Helgason, Guðmundur. . German and Austrian U-boats of World War I - Kaiserliche Marine - Uboat.net.   [2009-02-13].
3. 1 2 3 4  Gröner 1991，第25-30頁.
4. 1 2  Helgason, Guðmundur. . German and Austrian U-boats of World War I - Kaiserliche Marine - Uboat.net.   [2015-03-10].
5. ↑  陈进，第239頁.
6. ↑  NARS，第58頁.
7. 1 2  Helgason, Guðmundur. . German and Austrian U-boats of World War I - Kaiserliche Marine - Uboat.net.   [2015-03-10].
8. ↑  Helgason, Guðmundur. . German and Austrian U-boats of World War I - Kaiserliche Marine - Uboat.net.   [2022-06-10].
9. ↑  . Heritage Gateway.   [2022-06-10].
10. ↑  Dodson & Cant，第130頁.